# Dabrun
Dabrun è una frazione della città tedesca di Kemberg, nel Land della Sassonia-Anhalt.

## Geografia antropica
La frazione di Dabrun comprende le località di Boos, Melzwig e Rötzsch.